# William Kevin Rowell
William Kevin Rowell OFM (* 27. Oktober 1927 in Korumburra, Victoria; † 10. Oktober 1986) war ein australischer römisch-katholischer Ordensgeistlicher und Bischof von Aitape in Papua-Neuguinea.

## Leben
William Kevin Rowell trat der Ordensgemeinschaft der Franziskaner bei und empfing am 25. Juli 1954 das Sakrament der Priesterweihe.
Am 15. Dezember 1969 ernannte ihn Papst Paul VI. zum Bischof von Aitape. Der Apostolische Delegat in Australien, Erzbischof Gino Paro, spendete ihm am 24. Februar 1970 in der Kathedrale St. Ignatius in Aitape die Bischofsweihe; Mitkonsekratoren waren der Bischof von Wewak, Leo Clement Andrew Arkfeld SVD, und der Erzbischof von Madang, Adolph Alexander Noser SVD.